# Undeniable: Live at Blues Alley
Undeniable: Live at Blues Alley ist ein Jazzalbum von Pat Martino. Die vom 26. bis 28. Juni 2009 im Jazzclub Blues Alley in  Washington, DC., entstandenen Aufnahmen erschienen 2011 auf HighNote Records.

## Hintergrund
Seit den 1990er-Jahren hatte der Gitarrist Pat Martino eine Reihe von Alben für Blue Note Records eingespielt, zuletzt „Remember: A Tribute to Wes Montgomery“, das 2006 erschienen war. Nach seinem Wechsel zu HighNote Records veröffentlichte Martino zunächst vor allem Livemitschnitte, deren Entstehung zum Teil bis in die 1970er-Jahre zurückreicht, wie Alone Together – with Bobby Rose und Young Guns mit dem Organisten Gene Ludwig. Zuerst erschien ein Livemitschnitt von 2009, der im Club Blues Alley entstanden war, wo Pat Martino mit Eric Alexander, Tony Monaco und Jeff „Tain“ Watts aufgetreten war.
Von den sieben Stücken von Undeniable (deutsch unbestreitbar) stammen sechs Kompositionen von Martino selbst; die siebte ist ein Jazzstandard, „’Round Midnight“ von Thelonious Monk, der das wesentliche Markenzeichen des „Dynamic Duo“-Repertoires und unzähliger Gitarristen, darunter Martino selbst, gewesen ist.

## Titelliste
- Pat Martino: Undeniable: Live at Blues Alley (HighNote Records, Inc. – HCD 7231)[2]

1. Lean Years 7:38
2. Inside Out 8:32
3. Goin’ to a Meeting 10:00
4. Double Play 8:04
5. Midnight Special 8:45
6. 'Round Midnight (Monk) 7:52
7. Side Effect 8:11

Wenn nicht anders vermerkt, stammen die Kompositionen von Pat Martino.

## Rezeption
Alex Henderson verlieh dem Album in Allmusic vier Sterne und schrieb, obwohl Martino nicht auf allen seinen Alben Organisten vorgestellt habe (einige seiner besten Veröffentlichungen beschäftigten Pianisten anstelle von Organisten), könne man mit Sicherheit sagen, dass Organisten einen sehr positiven Einfluss auf ihn hatten. Der Gitarrist klinge immer wieder begeistert von der Gitarre/Orgel/Tenor/Schlagzeug-Kombination, mit der er ziemlich vertraut sei. Tony Monaco habe hier zum Glück viel Platz, um sich zu entfalten; ebenso der ausdrucksstarke, schwungvolle Eric Alexander. obwohl Martino (der zum Zeitpunkt dieser Aufnahme 64 Jahre alt war), sehr Jazzmusiker ist, bringe er viel Blues in seine Blues Alley-Auftritte ein. Auch in den intellektuellsten Passagen dieses Mitschnitts spiele Martino mit viel Blues-Feeling und beweise seine Fähigkeit, Seele und Intellekt in Einklang zu bringen.

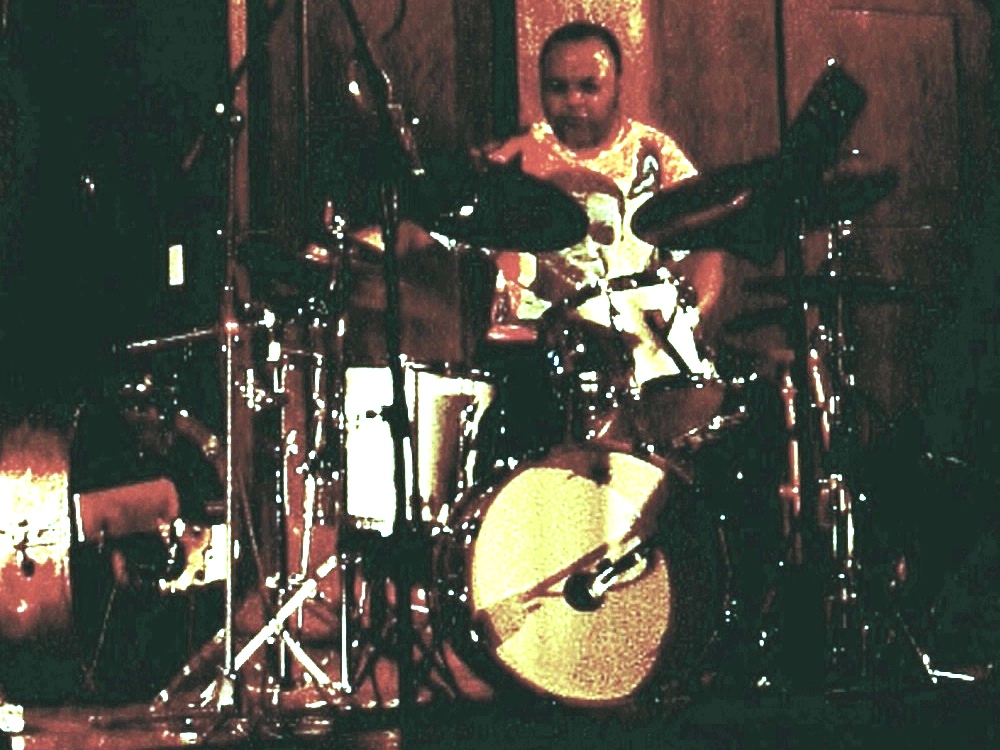
Jeff Tain Watts (2004)

Nach Ansicht von Glenn Astarita, der das Album in All About Jazz rezensierte, sei der Mitschnitt aus der Blues Alley in Washington, D.C. das Dokument einer Art von Heimkehr, da der Gitarrist dort seine Karriere im klassischen Jazz-Orgel-Combo-Format begonnen habe. Martinos Quartett setze hier einen markanten Groove-Quotienten um und wechsle die Dynamik im gesamten Programm. Einer von vielen Höhepunkten sei Martinos Komposition „Double Play“, ein schlanker Jazz-Blues, der mit einem dezenten, aber einprägsamen melodischen Thema entworfen und hauptsächlich in den unteren und mittleren Registern ausgeführt werde. Das Album fäage eine Stimmung ein, die eine Konstante zwischen den Up-tempo-Parts und der unwiderlegbaren Solidarität des Quartetts darstelle, gepaart mit Martinos charakteristischer Spielweise und unnachahmlicher Technik.
Von Pat Martino werde etwas Konkretes erwartet; die Wiederbelebung einer altbewährten Formel, die dennoch zieht, hieß es in der italienischen Ausgabe von All About Jazz. „Sucht der Hörer nach Bestätigung, wird er von Undeniable weder überrascht, noch vor allem enttäuscht.“ Es gebe zwar keine Schlagzeugsoli, aber die rhythmische Präsenz von Jeff „Tain“ Watts sei dennoch bemerkenswert, unterstützt von Tony Monacos linker Hand an der Orgel, die unermüdlich von Anfang bis Ende der Platte swinge. Pat Martino fungiere zweifellos als Anführer. Es nehme mehr Platz ein und demonstriere – wenn es überhaupt nötig war –, woraus sein Stil bestehe: wiederholte Melodiefragmente über ganze Refrains, die das Publikum immer noch begeistern, seine Geschwindigkeit, auch wenn die Hand physiologisch steifer sei (allerdings nur ein wenig) von vor einigen Jahren, und Oktavphrasen, die an Wes Montgomery erinnern. In „'Round Midnight“ hingegen könne man hören, wie sehr der Gitarrist seinen eigenen Sound erforscht habe und ihm eine Tiefe verliehen habe, die die Ballade stark steigere.